# Louis Namèche
Louis Hubert Ghislain Namèche (Jemeppe-sur-Sambre, 8 december 1915 - Namen, 3  augustus 1990) was een Belgisch politicus voor de PSB en later de PS. Hij was onder meer burgemeester en minister.

## Levensloop
Namèche was vakbondssecretaris en bestuurslid voor de Algemene Centrale van het FGTB. Tijdens de Tweede Wereldoorlog was hij oorlogsgevangene. Van 1946 tot 1968 was hij ondervoorzitter van de FGTB-federatie van het arrondissement Namen. In deze functie speelde hij een belangrijke rol in de stakingen tegen de Eenheidswet in de winter van 1960-1961. Als militant van de Waalse Beweging was Namèche ook lid van de Mouvement populaire wallon.
In 1946 werd hij voor de PSB verkozen tot gemeenteraadslid van Saint-Servais, waar hij van 1953 tot 1976 schepen was. In 1976 fuseerde Saint-Servais met Namen, waar hij van 1977 tot 1982 burgemeester was. Ook was Namèche van 1946 tot 1949 provincieraadslid van Namen.
Ook zetelde hij van 1949 tot 1977 voor het arrondissement Namen in de Kamer van volksvertegenwoordigers. Ook was Namèche van 1968 tot 1972 minister van Volksgezondheid in de Regering-G. Eyskens IV en van 1972 tot 1973 minister van Sociale Voorzorg in de Regering-G. Eyskens V. Van 1973 tot 1977 was hij ondervoorzitter van de Kamer.